# Signum (groupe musical)
Ne doit pas être confondu avec Integra-Signum ou Fonction signe.
Signum est un duo de producteurs et remixeurs néerlandais composé de Pascal Minnaard et Ronald Hagen. Ils sont actifs dans la musique trance.
Hormis leurs singles et remix, ils ont édité un album For You en 2010.